# Давід Пісарро
Давід Пісарро (ісп. David Pizarro, нар. 11 вересня 1979, Вальпараїсо, Чилі) — колишній чилійський футболіст, центральний півзахисник.

## Клубна кар'єра
Народився 11 вересня 1979 року в місті Вальпараїсо. Вихованець футбольної школи клубу «Сантьяго Вондерерс». Дорослу футбольну кар'єру розпочав 1997 року в основній команді того ж клубу, в якій провів два сезони, взявши участь у 41 матчі чемпіонату.
Згодом з 1999 по 2001 рік грав у складі команд клубів «Удінезе», а потім на правах оренди в «Універсідад де Чилі».
У 2001 році знову повернувся до «Удінезе». Цього разу відіграв за команду з Удіне наступні чотири сезони своєї ігрової кар'єри. Більшість часу, проведеного у складі «Удінезе», був основним гравцем команди.
Протягом 2005–2006 років захищав кольори команди клубу «Інтернаціонале».
У 2006 році уклав контракт з клубом «Рома», у складі якого провів наступні шість років своєї кар'єри гравця. Граючи у складі «Роми» також здебільшого виходив на поле в основному складі команди. За цей час виборов титул володаря Суперкубка Італії з футболу, ставав володарем Кубка Італії (двічі).
У 2012 році на правах оренди грав за клуб «Манчестер Сіті».
До складу клубу «Фіорентина» приєднався 2012 року. Наразі встиг відіграти за «фіалок» 77 матчів в національному чемпіонаті.

## Виступи за збірну
1999 року дебютував в офіційних матчах у складі національної збірної Чилі. Викликався до лав національної команди до 2005 року, за цей час провів у її формі 36 матчів, забивши 2 голи.
У складі збірної був учасником розіграшу Кубка Америки 1999 року у Прагваї.

## Статистика виступів

### Статистика клубних виступів
| Сезон                       | Команда                     | Чемпіонат                   | Чемпіонат | Чемпіонат | Національний кубок | Національний кубок | Національний кубок | Континентальні кубки | Континентальні кубки | Континентальні кубки | Інші змагання | Інші змагання | Інші змагання | Усього | Усього |
| Сезон                       | Команда                     | Ліга                        | Ігор      | Голів     | Ліга               | Ігор               | Голів              | Ліга                 | Ігор                 | Голів                | Ліга          | Ігор          | Голів         | Ігор   | Голів  |
| --------------------------- | --------------------------- | --------------------------- | --------- | --------- | ------------------ | ------------------ | ------------------ | -------------------- | -------------------- | -------------------- | ------------- | ------------- | ------------- | ------ | ------ |
| 1997                        | «Сантьяго Вондерерс»        | ПД                          | 18        | 0         | —                  | —                  | —                  | —                    | —                    | —                    | —             | —             | —             | 18     | 0      |
| 1998                        | «Сантьяго Вондерерс»        | ПД                          | 23        | 3         | —                  | —                  | —                  | —                    | —                    | —                    | —             | —             | —             | 23     | 3      |
| 1999                        | «Сантьяго Вондерерс»        | ПД                          | 0         | 0         | —                  | —                  | —                  | —                    | —                    | —                    | —             | —             | —             | 0      | 0      |
| Усього «Сантьяго Вондерерс» | Усього «Сантьяго Вондерерс» | Усього «Сантьяго Вондерерс» | 41        | 3         |                    |                    |                    |                      |                      |                      |               |               |               | 41     | 3      |
| 1999-00                     | «Удінезе»                   | A                           | 5         | 0         | КІ                 | 2                  | 0                  | КУЄФА                | —                    | —                    | —             | —             | —             | 7      | 0      |
| 2000-01                     | «Удінезе»                   | A                           | 4         | 0         | КІ                 | 1                  | 0                  | КУЄФА                | —                    | —                    | —             | —             | —             | 5      | 0      |
| 2001                        | «Універсідад де Чилі»       | ПД                          | 6         | 1         | -                  | -                  | -                  | ЛЧ                   | 2                    | 2                    | -             | -             | -             | 8      | 3      |
| 2001-02                     | «Удінезе»                   | A                           | 31        | 2         | КІ                 | 4                  | 1                  | —                    | —                    | —                    | —             | —             | —             | 35     | 3      |
| 2002-03                     | «Удінезе»                   | A                           | 33        | 7         | КІ                 | 1                  | 1                  | КУЄФА                | —                    | —                    | —             | —             | —             | 34     | 8      |
| 2003-04                     | «Удінезе»                   | A                           | 19        | 3         | КІ                 | 1                  | 0                  | КУЄФА                | 2                    | 0                    | —             | —             | —             | 22     | 3      |
| 2004-05                     | «Удінезе»                   | A                           | 34        | 2         | КІ                 | 4                  | 0                  | КУЄФА                | 2                    | 0                    | —             | —             | —             | 40     | 2      |
| Усього «Удінезе»            | Усього «Удінезе»            | Усього «Удінезе»            | 126       | 14        |                    | 13                 | 2                  |                      | 4                    | 0                    |               |               |               | 143    | 16     |
| 2005-06                     | «Інтернаціонале»            | A                           | 24        | 1         | КІ                 | 7                  | 1                  | ЛЧ                   | 8                    | 1                    | СІ            | 1             | 0             | 40     | 3      |
| 2006-07                     | «Рома»                      | A                           | 32        | 1         | КІ                 | 7                  | 3                  | ЛЧ                   | 7                    | 1                    | СІ            | 0             | 0             | 46     | 5      |
| 2007-08                     | «Рома»                      | A                           | 31        | 3         | КІ                 | 5                  | 0                  | ЛЧ                   | 10                   | 2                    | СІ            | 0             | 0             | 46     | 5      |
| 2008-09                     | «Рома»                      | A                           | 25        | 2         | КІ                 | 1                  | 0                  | ЛЧ                   | 7                    | 0                    | СІ            | 1             | 0             | 34     | 2      |
| 2009-10                     | «Рома»                      | A                           | 31        | 2         | КІ                 | 4                  | 0                  | ЛЄ                   | 11                   | 1                    |               | -             | -             | 46     | 3      |
| 2010-11                     | «Рома»                      | A                           | 22        | 1         | КІ                 | 2                  | 0                  | ЛЧ                   | 5                    | 0                    | СІ            | 1             | 0             | 30     | 1      |
| 2011-січ. 2012              | «Рома»                      | A                           | 7         | 0         | КІ                 | 0                  | 0                  | ЛЄ                   | 0                    | 0                    | —             | —             | —             | 7      | 0      |
| Усього «Рома»               | Усього «Рома»               | Усього «Рома»               | 148       | 9         |                    | 19                 | 3                  |                      | 40                   | 4                    |               | 2             | 0             | 209    | 16     |
| січ.-лип. 2012              | «Манчестер Сіті»            | ПЛ                          | 5         | 0         | КА+КЛ              | —                  | —                  | ЛЄ                   | 2                    | 1                    | —             | —             | —             | 7      | 1      |
| 2012-13                     | «Фіорентина»                | A                           | 11        | 0         | КІ                 | 1                  | 0                  | —                    | —                    | —                    | —             | —             | —             | 11     | 0      |
| Усього за кар'єру           | Усього за кар'єру           | Усього за кар'єру           | 360       | 28        |                    | 40                 | 6                  |                      | 56                   | 8                    |               | 3             | 0             | 459    | 42     |

## Титули і досягнення
- Володар Суперкубка Італії з футболу (2):

«Інтернаціонале»: 2005
«Рома»: 2007
- Чемпіон Італії (1):

«Інтернаціонале»: 2005-06
- Володар Кубка Італії (3):

«Інтернаціонале»: 2005-06
«Рома»: 2006-07, 2007-08
- Чемпіон Англії (1):

«Манчестер Сіті»: 2011-12
- Володар Кубка Америки (1):

Чилі: 2015
- Бронзовий олімпійський призер: 2000